# Oguni
Oguni (小国町?, Oguni-machi) è una cittadina giapponese della prefettura di Kumamoto.